# Elezioni dell'Assemblea costituente a Cuba del 1900
Le elezioni dell'Assemblea costituente a Cuba del 1900 si tennero il 15 settembre. La Coalizione Repubblicano-Democratica ottenne la maggioranza assoluta dei seggi (18 su 31).

## Risultati
| Liste                               | Voti | %     | Seggi |
| ----------------------------------- | ---- | ----- | ----- |
| Coalizione Repubblicano-Democratica |      | 58,06 | 18    |
| Partito Nazionale Cubano            |      | 29,03 | 9     |
| Concentración Patriótica            |      | 12,90 | 4     |
| Totale                              |      |       | 31    |

- Concentración Patriótica era un'alleanza del Partito Nazionale Cubano e dell'Oriente.